# Filadelfia (ort)
Filadelfia är en ort i Colombia.   Den ligger i departementet Caldas, i den centrala delen av landet, 180 km väster om huvudstaden Bogotá. Filadelfia ligger 1 584 meter över havet och antalet invånare är 5 064.
Terrängen runt Filadelfia är kuperad åt sydväst, men åt nordost är den bergig. Terrängen runt Filadelfia sluttar brant västerut. Runt Filadelfia är det ganska tätbefolkat, med 134 invånare per kvadratkilometer. Närmaste större samhälle är Salamina, 14,8 km nordost om Filadelfia. Omgivningarna runt Filadelfia är en mosaik av jordbruksmark och naturlig växtlighet.